# Baka (peuple du Soudan du Sud et de la république démocratique du Congo)
Pour les articles homonymes, voir Baka.
Ne doit pas être confondu avec Baka (peuple du Cameroun et du Gabon).

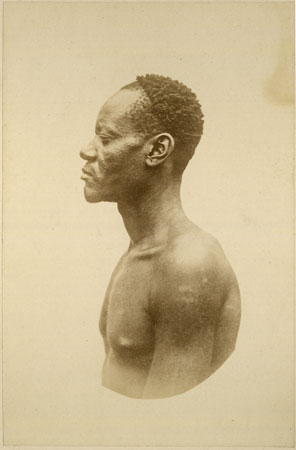
Portrait d’un Baka, vers 1877-1880 - (photo Richard Buchta)

Les Baka sont une population d'Afrique centrale établie principalement au Soudan du Sud ainsi qu'en république démocratique du Congo.

## Ethnonymie
Selon les sources on observe quelques variantes : Baaca, Baaka, Baca, Bakas, Mbaka, Tara Baaka.

## Langues
Leur langue est le baka, une langue nilo-saharienne dont le nombre de locuteurs était estimé à 25 000 au Soudan du Sud en 1993. Le zandé, l'avokaya, le mundu et le moru sont également utilisés.